# Федоров Леонід Григорович
Леоні́д Григо́рович Фе́доров (13 листопада 1941, село Нікольське, тепер Солнцевського району Курської області, Російська Федерація — 12 грудня 1996, місто Первомайськ Миколаївської області) — український промисловець і радянський діяч, директор Первомайського машинобудівного заводу «Фрегат». Депутат Верховної Ради УРСР 11-го скликання.

## Біографія
Народився в селянській родині.
У 1965 році закінчив Харківський авіаційний інститут імені Жуковського.
У 1965—1969 роках — майстер, заступник начальника цеху Первомайського філіалу Харківського заводу імені Дзержинського. З серпня 1969 року — директор Первомайського філіалу Харківського заводу імені Дзержинського (потім — Первомайського машинобудівного заводу).
Член КПРС з 1970 року.
З 1974 року — заступник начальника цеху Харківського заводу імені Дзержинського.
До 1976 року — головний інженер Буйнакського агрегатного заводу Дагестанської АРСР РРФСР.
У 1976—1978 роках — головний інженер заводу «Точприлад».
У 1978—1996 роках — директор Первомайського машинобудівного заводу імені 60-річчя СРСР («Фрегат») Миколаївської області.
Похований на старому кладовищі по вулиці Вознесенській у Первомайську.

## Родина
Брат Володимира Григоровича Федорова.

## Нагороди
- орден Жовтневої Революції
- орден Трудового Червоного Прапора (1970)
- лауреат Державної премії СРСР
- медаль «За доблесну працю. На ознаменування 100-річчя з дня народження В. І. Леніна»
- медалі
- Заслужений машинобудівник України
- почесний громадянин міста Первомайськ (2010, посмертно).

## Вшанування пам'яті
Рішенням Первомайської міської ради № 1 від 28.04.2016 року вулиця 12-го грудня у місті Первомайську перейменована на вулицю Леоніда Федорова.